# Lijst van taal- en letterkundes
Deze lijst geeft een overzicht van de benamingen van de taalkundes en letterkundes van een afzonderlijke taal of taalgroep. In meer of mindere mate kunnen ook de culturen van de sprekers van de betreffende talen onder deze disciplines vallen. 
- albanologie: het Albanees
- afrikanistiek: talen van Afrika
- altaïstiek: de Altaïsche talen
- anglistiek: het Engels
- arabistiek: het Arabisch
- armenologie: het Armeens
- baltistiek: de Baltische talen
- bantoeïstiek: de Bantoetalen
- berberologie: de Berbertalen
- bohemistiek: het Tsjechisch
- bulgaristiek: het Bulgaars
- creolistiek: de creoolse talen
- fennistiek: het Fins
- finoegristiek: de Finoegrische talen
- frisistiek: het Fries
- germanistiek: in Nederland: het Duits; in Vlaanderen: de Germaanse talen
- graecologie: het Grieks
- hispanistiek: het Spaans
- hungarologie: het Hongaars
- iranistiek: de Iraanse talen
- Indiakunde: de talen in India
- Indonesiëkunde: het Indonesisch, maar ook Indonesië in het algemeen
- italianistiek: het Italiaans
- keltologie: de Keltische talen
- japanologie: het Japans
- javanistiek: het Javaans
- koreanistiek: het Koreaans
- latinistiek: het Latijn
- lusitanistiek: het Portugees
- malaïstiek: het Maleis
- mongologie: het Mongools
- neerlandistiek: het Nederlands
- polonistiek: het Pools
- romanistiek: de Romaanse talen
- russistiek: het Russisch
- semitistiek: de Semitische talen
- scandinavistiek: de Scandinavische talen
- sinologie: het Chinees
- slavistiek: de Slavische talen
- sorabistiek: het Sorbisch
- surinamistiek: de talen van Suriname en Suriname in het algemeen
- tibetologie: de Tibetaanse talen
- turkologie: de Turkse talen